# Irutsi
Irutsi, jedno od dvanaest plemena s otoka Nauru u Oceaniji. Irutsi i njima srodni Iwi dva su plemena što su nestala negdje u prvoj polovici 20 stoljeća čemu su moguće uzrokovali epidemije iz 1920.-tih kao i Drugi svjetski rat, stradavši za vrijeme japanske okupacije tijekom koje su mnogi Nauruanci, njih 1,200 (1942.) bili su kidnapirani i preseljeni na mikronezijski otok Truk (Chuuk). S posljednjih dva muškarca iz plemena Irutsi i dva muškarca i jedne žene iz plemena Iwi u skoroj budućnosti nestat će traga ovim plemenima.

## Vanjske poveznice
- Developing a More Facilitating Environment for Women’s Political Participation in Nauru[neaktivna poveznica]